# 沙姆羅克鎮區 (明尼蘇達州艾特金縣)
沙姆羅克鎮區（英語：Shamrock Township）是位於美國明尼蘇達州艾特金縣的一個行政鎮區。

## 地方資料
沙姆羅克鎮區的面積為92.10平方千米，當中陸地面積為63.60平方千米，而水域面積為28.50平方千米。根據2020年美國人口普查的數據，當地共有人口1215人，而人口密度為每平方千米13.19人。